# Petar Mišić
Petar Mišić (Bruchsal, 24 luglio 1994) è un calciatore croato, centrocampista del Cibalia in prestito dallo Zrinjski Mostar.

## Carriera

### Nazionale
Ha debuttato con la maglia della nazionale croata Under-21 durante le qualificazioni al campionato europeo di categoria nel 2015.